# 湘峪村
35°34′04″N 112°35′20″E / 35.56778°N 112.58889°E
湘峪村位于中国山西省沁水县郑村镇下辖的一个村。

## 历史
湘峪村原称相谷村，是一座城堡式的古村落。明万历年间户部尚书孙居相、御史都堂孙可相和都察院右副都御史孙鼎相三兄弟的故里即位于此地。孙鼎相在兄弟中排行第三，其故居称三都堂，由他主持修建的古堡又称三都古城。
古堡开工于明天启三年（1623年），竣工于明崇祯七年（1634年）。

## 建筑
古堡东西长280米，南北长100～150米，总面积32500平方米。古堡依山而建，分内城和外城，城内由东西三条街和南北向九条巷道分割。内城环绕三都堂而建，现仅存遗迹。外城周长约760米，高5～25米，宽4米，有东、西、南三门。外城墙上有许多窑洞，故被称为“蜂窝城”。
2006年5月25日，湘峪古堡被列为第六批全国重点文物保护单位。2010年7月22日，湘峪村公布为第五批中国历史文化名村。湘峪村又获评为“中国传统村落”。